# Бюджетні договори Європейських Спільнот
Бюджетні договори Європейських Спільнот — два договори 1970-х років, які внесли зміни до Римської угоди щодо повноважень щодо бюджету Спільнот.
Перший договір, підписаний у 1970 році, надав Європейському парламенту останнє слово щодо так званих «необов’язкових витрат» (обов’язкові витрати – це витрати, що випливають із договорів Європейських Спільнот (ЄС) або законодавства, прийнятого відповідно до договорів (включаючи сільське господарство) та міжнародних угод. ; решта необов'язкова). Другий договір, підписаний у 1975 році, надав парламенту повноваження відхиляти бюджет у цілому та створив Європейський суд авдиторів. Однак за Радою залишалося останнє слово щодо обов’язкових витрат (тому що вона могла кваліфікованою більшістю скасувати поправки, внесені Парламентом), тоді як за Парламентом залишалося останнє слово (у межах максимальної норми збільшення) щодо необов’язкових витрат.
Відповідно до цих договорів, бюджетні повноваження в тому, що зараз є Європейським Союзом, спільно здійснюють Рада Європейського Союзу та Європейський парламент. Проте деталізовані процедури пізніше були змінені Лісабонським договором, який передбачав, що Парламент і Рада повинні спільно узгодити всі статті витрат, скасувавши різницю між обов’язковими та необов’язковими видатками.
Парламент також відповідає за надання Європейській комісії звільнення від виконання бюджету попереднього року на основі щорічного звіту Європейського суду авдиторів. Він двічі відмовлявся звільнитися, у 1984 і 1998 роках. В останньому випадку це призвело до відставки комісії Сантера.